# Messi (film)
Pour les articles homonymes, voir Messi (homonymie).
Pour plus de détails, voir Fiche technique et Distribution.
Messi est un film espagnol réalisé par Álex de la Iglesia, sorti en 2014.

## Synopsis
Un documentaire sur l'ascension du joueur de football Lionel Messi.

## Fiche technique
- Titre : Messi
- Réalisation : Álex de la Iglesia
- Scénario : Sarwar Ahammed Himel, Jorge Valdano Sáenz et Jorge Valdano
- Musique : Joan Valent
- Photographie : Kiko de la Rica
- Montage : Domingo González
- Production : Jaume Roures
- Société de production : Mediapro
- Pays :  Espagne
- Genre : Documentaire
- Durée : 93 minutes
- Dates de sortie : 
  - Italie : 6 septembre 2014 (Mostra de Venise)
  - Espagne : 1er janvier 2015

## Distinctions
Le film a été présenté dans le cadre des Giornate degli Autori lors de la Mostra de Venise 2014.